# Obsjtina Lăki
Obsjtina Lăki (bulgariska: Община Лъки) är en kommun i Bulgarien.   Den ligger i regionen Plovdiv, i den centrala delen av landet, 160 km sydost om huvudstaden Sofia.
Obsjtina Lăki delas in i:
- Belitsa
- Drjanovo

Följande samhällen finns i Obsjtina Lăki:
- Lăki